# خسرو نیاکیان
خسرو نیاکیان با نام اصلی محمد مهدی نیاکیان (زاده ۱۳۲۹ در تهران) بازیکن سابق والیبال اهل ایران است. در فصل اول مسابقات دیهیم در گروه دشواری قرار دارد جایی که می‌بایست با تیمهای سرشناسی همچون دخانیات و ایران ما که هر دو داعیه قهرمانی داشتند مصاف دهد اما حضور نیاکیان بسیار درخشان است آنچنان که علی‌رغم سن کم (۱۸ سال) به تیم ملی دعوت می‌شود ولی متأسفانه اردوهای تیم ملی به دلایلی لغو، تا خسرو نیاکیان نتواند حضور ملی را تجربه کند. سال بعد بازهم جهت چند دیدار دوستانه با شوروی به تیم ملی دعوت می‌شود که آن سال ۱۳۴۸ سه نفر از دیهیم هوشنگ ملک لو، خسرو ملک پور و خسرو نیاکیان به اردو ملی می‌روند و سپس مسابقات قهرمانی جهان ۱۹۷۰ بلغارستان پیشرو است و تیم ایران به جهت کسب عنوان سومی آسیا بدون مسابقات مقدماتی در آن تورنمنت حاضر می‌شود. در این مسابقات نیاکیان به گفته بیشتر بازیکن‌ها بهترین بازیکن ایران در این دوره از مسابقات نام گرفت. نیاکیان سه سال از سال ۱۳۴۸ تا ۱۳۵۱ زیر نظر دارابیان کار می‌کند که قهرمانی تاج در سال ۵۱ اوج هنرنمایی دارابیدیان و یارانش است.
نیاکیان نیز بعنوان یکی از ستونهای تیم پرسپولیس در هر دو دوره (جامهای اول و دوم پاسارگارد) محسوب می‌شد.